# Climax Entertainment
Climax Entertainment（日语： Kabushiki Gaisha Kuraimakkusu）是日本的一家电子游戏开发公司。此外负责某些广播节目的制作规划。Climax在16位时代主要为Mega Drive平台开发游戏。在32位时代, 团队的某些成员离开并创建了Matrix Software。

## 简介
1990年4月，曾参与《勇者斗恶龙》开发，原艾尼克斯僱員的内藤寛和高橋宏之共同创立了该公司，高橋同時加入世嘉並組建旗下部門「Sega CD4」（世嘉消費者開發第四工作室，即後來Sonic! Software Planning和現今的Camelot）。1991年，由于两人意见不合，高橋退出了公司。
1992年8月之后，小学馆推出了游戏杂志《GAME-ON!》,使他们开始第一次制作名为“TV Game Radions”的广播节目。由于广播机构的变更曾一度停播，改名后到2012年继续播放。它的关联公司有玉木美孝为中心的Max Entertainment和西垣伸哉为代表的Climax Graphics(Crazy Games)。

## 游戏
- 光明與黑暗（与Sonic!协作，1991年3月,世嘉）（Mega Drive）
- 光明與黑暗續戰篇 眾神的遺產（与Sonic!协作，1992年3月,世嘉）（Mega Drive）
- 光明與黑暗 黑暗龙复活（GBA、2004年8月，世嘉）
- 秘境魔寶 ～皇帝財寶～（Mega Drive，1992年10月，世嘉）
- Lady Stalker（超级任天堂,1995年4月，太東）
- 黑暗救世主（Sega Saturn、1996年8月，世嘉）
- Runabout系列（PlayStation，YANOMAN CORPORATION）
- Time Stalkers（Dreamcast,1999年9月,世嘉）
- Virtua Athlete 2K（Dreamcast）
- 天地之门（PlayStation Portable，2005年7月,索尼電腦娛樂）
- 天地之门2 武双传（PlayStation Portable，2006年10月,索尼電腦娛樂）
- 我自己的迷宫（己のダンジョン）（PSP、2006年11月、世嘉）
- Ore no Dungeon（PlayStation Portable）
- 盗贼皇女（任天堂DS，Marvelous AQL Inc）
- 古代王者 恐龙王 （游戏）（任天堂DS，世嘉）
- 棄寶之島 彼方和彩色之鏡（任天堂DS，2009年8月，萬代南夢宮遊戲）
- 元素猎人（任天堂DS，2009年10月，萬代南夢宮遊戲）
- Battle Spirits（PSP、2010年3月、萬代南夢宮遊戲)
- 幻想传说（PSP、2010年8月、萬代南夢宮遊戲)
- BB戰士三國傳（任天堂DS，2010年12月，萬代南夢宮遊戲）
- EARTH SEEKER（任天堂DSi，2011年6月23日,角川游戏）
- Venus & Braves（PSP，2011年1月,萬代南夢宮遊戲）

### Max Entertainment
- FEDA : The Emblem of Justice（スーパーファミコン、1994年10月、やのまん）
  - FEDA Remake! : Emblem of Justice（セガサターン、1996年6月、やのまん）
  - FEDA2 : White surge the Platoon（プレイステーション、1997年4月）
  - フェーダ2 ホワイト=サージ・ザ・プラトゥーン サイクロンズ・ベスト（プレイステーション、2001年8月、フォーウインズ）

### Climax Graphics
- 苍蓝刺针（Dreamcast、1999年3月、セガ）
- 病血（Crazy Games名義、Dreamcast、2001年3月、セガ）
- ザ・メイズ・オブ・ザ・キングス（クレイジーゲーム名義、NAOMI、2002年、ヒットメーカー/セガ）